# Peter Jacob Hjelm
Pour les articles homonymes, voir Hjelm (homonymie).
Peter Jacob Hjelm (* 2 octobre 1746 à Sunnerbo Härad, Småland; † 7 octobre 1813 à Stockholm) était un chimiste et minéralogiste suédois.

## Biographie
Hjelm commença en 1763 ses études de chimie à l'université d'Uppsala et y obtint son doctorat. En 1774 il devint professeur à l'école des mines de Stockholm. À partir de 1782 il devint directeur de la monnaie royale suédoise et deux ans plus tard il dirigea l'Académie royale des sciences de Suède. En 1794 il prit la direction du laboratoire de chimie de l'école des mines.
En 1781 (ou en 1782) il a réussi à obtenir du molybdène impur en réduisant l'oxyde de molybdène par le carbone.

## Source
- (de) Cet article est partiellement ou en totalité issu de l’article de Wikipédia en allemand intitulé « Peter Jacob Hjelm » (voir la liste des auteurs).